# Acarapiose

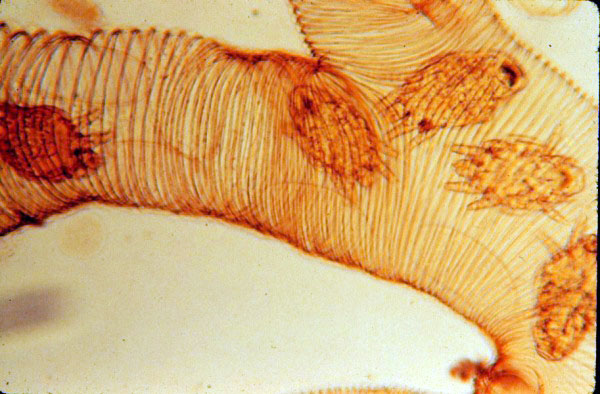
Mikroskopaufnahme, die Milben sind etwa 0,15 mm groß

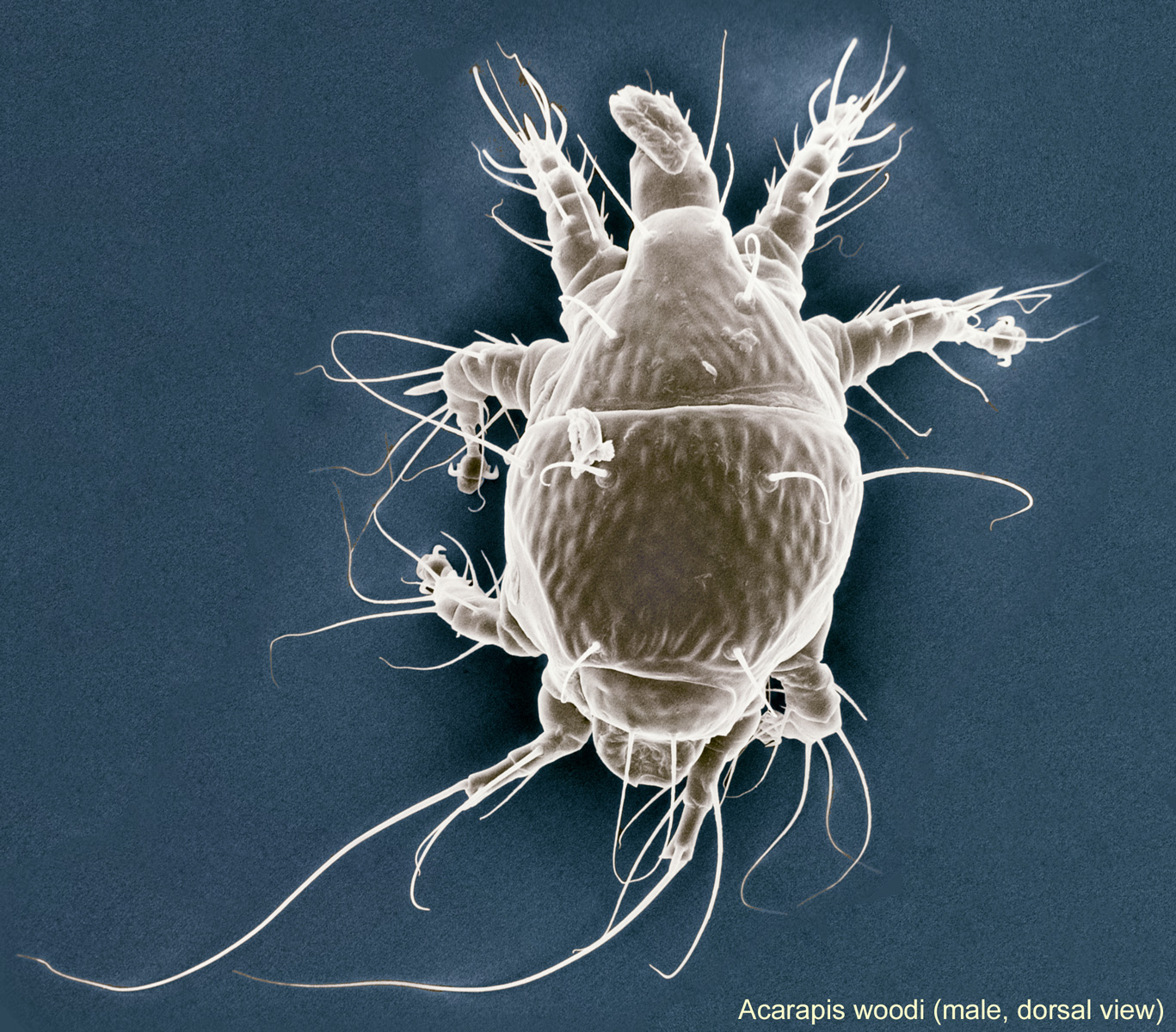
Mikroskopaufnahme eines Männchens, Dorsalansicht

Acarapiose (auch Tracheenmilben-Krankheit) ist eine durch Milben verursachte Erkrankung der erwachsenen Bienen, insbesondere der Honigbienen Apis mellifera. Ursprünglicher Wirt ist vermutlich die Östliche Honigbiene Apis cerana.

## Erreger
Die parasitierende Tracheenmilbe (Acarapis woodi) aus der Familie Tarsonemidae
lebt in dem vorderen Tracheenpaar (Atemöffnung) der erwachsen Biene (Innenmilbe) und behindert die Atemtätigkeit der Biene, sie wird schwach und flugunfähig. Die Tracheenmilbe ist ca. 0,1 mm groß und hat starke und lange Schleppborsten an den Hinterbeinen, alle Beine sind mit kräftigen Krallen ausgestattet, die Mundwerkzeuge sind stechend und saugend.
Acarapis woodi hat ein großes Verbreitungsgebiet und kommt in fast allen Ländern Europas (Ausnahme: nördliche Staaten wie Dänemark, Skandinavien) und der Welt vor. In Australien wurde sie bisher noch nicht nachgewiesen. In den vergangenen Jahren kam es zu einem seuchenhaften Auftreten in Nordamerika.
Die zuerst auf der britischen Isle of Wight beobachtete Bienenkrankheit Isle of Wight Disease (IoWD) galt zunächst als durch diese Milben verursacht. Offenbar waren aber früher durch verschiedene Erreger verursachte Krankheiten vermischt worden. Heute gilt dagegen das „Chronic bee paralysis virus“ (CBPV) als Erreger von IoWD.

## Ansteckung
Die Ansteckung erfolgt direkt von Biene zu Biene.
Die Milben können nur wenige Stunden außerhalb einer Biene überleben.

## Meldepflicht
In Österreich gehört die Acarapidose selbst nicht zu den anzeigepflichtigen Bienenkrankheiten, jedoch ist ein erfolgtes oder drohendes Absterben von 30 % der Völker eines Bienenstands anzeigepflichtig.
In der Schweiz ist die Tracheenmilbenkrankheit eine zu überwachende und somit meldepflichtige Tierseuche.
Die deutsche Bienenseuchen-Verordnung sieht im § 14 eine Behandlungspflicht aller Bienenvölker am betroffenen Stand durch den Imker vor. Das zuständige Veterinäramt kann in einem von ihm bestimmten Gebiet die Behandlung aller Bienenvölker anordnen.